# Waldemar Flodquist
Carl Waldemar Flodquist, född 17 mars 1847 i Arvika församling, död 18 oktober 1894 i Klara församling, Stockholm, var en svensk väg- och vattenbyggnadsingenjör, industriman och uppfinnare.
Flodquist studerade vid Teknologiska institutet 1864–1867, var elev vid statens järnvägsbyggnader 1863–1866 och 1867–1868, teknisk föreståndare och förvaltare vid Rosendals fabriks AB:s pappersfabriker (från 1879 AB Korndals fabriker) i Mölndal 1868–1884 samt därefter konsulterande ingenjör, först i Göteborg, sedan i Stockholm.
Flodquist förbättrade sulfitcellulosametoden tillsammans med dess uppfinnare Carl Daniel Ekman och byggde fabriker enligt den nya metoden i Sverige, men också i Norge och Tyskland.
Han var gift med Elma Fredrika Florelius (1846–1933) och var far till läkaren Lars Flodquist samt farfar till läkaren Olof Flodquist och skådespelaren och journalisten Barbro Flodquist.
Flodquist begravdes 24 oktober 1894 i en familjegrav på Stockholms norra begravningsplats, där senare bland andra hustru och två söner begravts.